# Allodontichthys
Allodontichthys is een geslacht van straalvinnige vissen uit de familie van Goodeidae (Levendbarende tandkarpers).

## Soorten
- Allodontichthys hubbsi Miller & Uyeno, 1980
- Allodontichthys polylepis Rauchenberger, 1988
- Allodontichthys tamazulae Turner, 1946
- Allodontichthys zonistius (Hubbs, 1932)